# Sławsko (hromada)
Sławsko – hromada wiejska w rejonie stryjskim obwodu lwowskiego Ukrainy. Siedzibą hromady jest Sławsko.
Hromadę utworzono 16 sierpnia 2017 roku w ramach reformy decentralizacji.

## Miejscowości hromady
W skład hromady wchodzą 1 osiedle typu miejskiego i 15 wsi.

- Sławsko – osiedle typu miejskiego, siedziba hromady
- Chaszczowanie
- Grabowiec
- Hołowiecko
- Hutar
- Jelenkowate
- Kalne
- Libochora
- Ławoczne
- Oporzec
- Pszaniec
- Rożanka Niżna
- Rożanka Wyżna
- Tarnawka
- Tuchla
- Wołosianka